# 階上町コミュニティバス

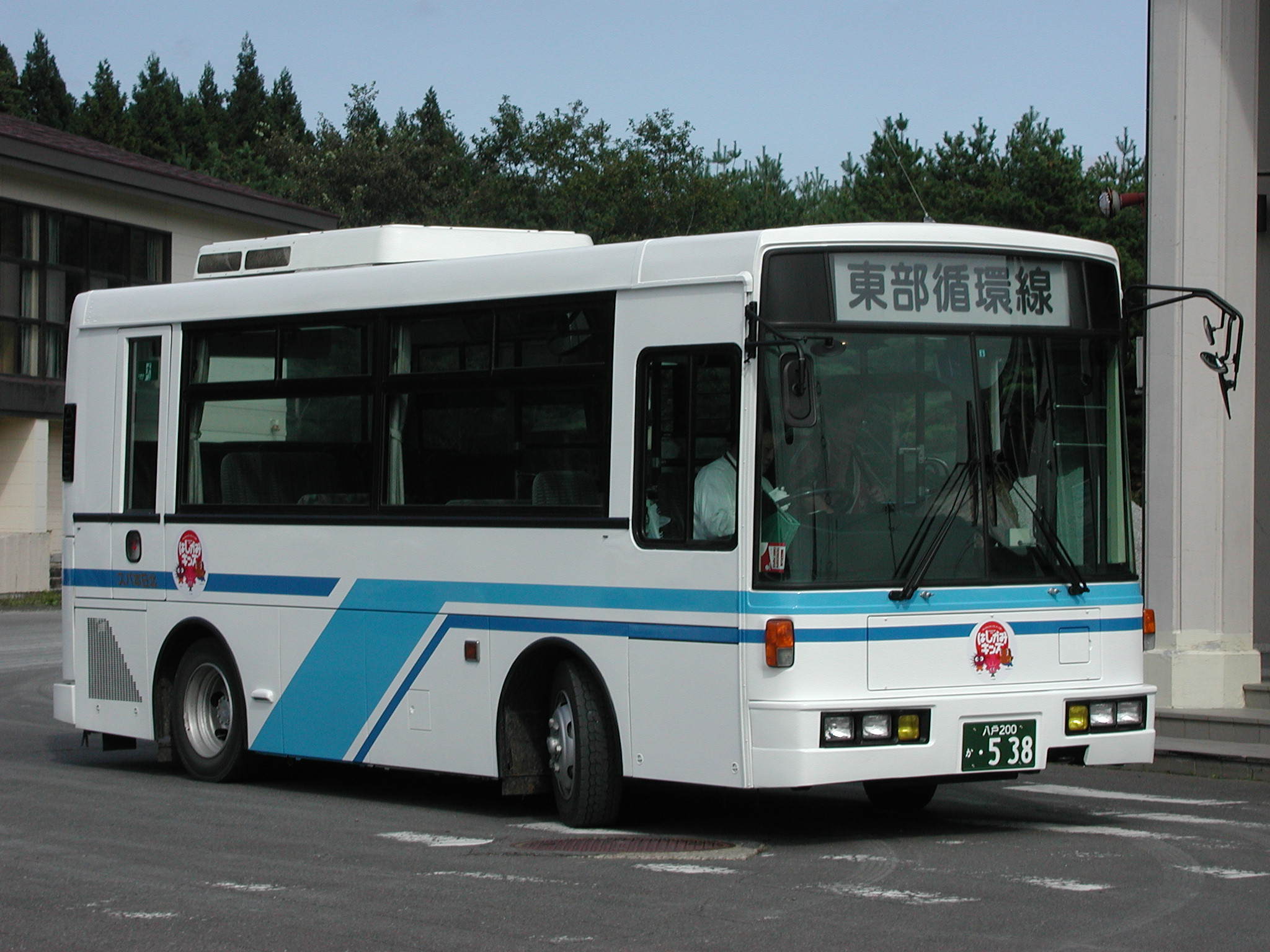
北日本中央観光バス担当車両

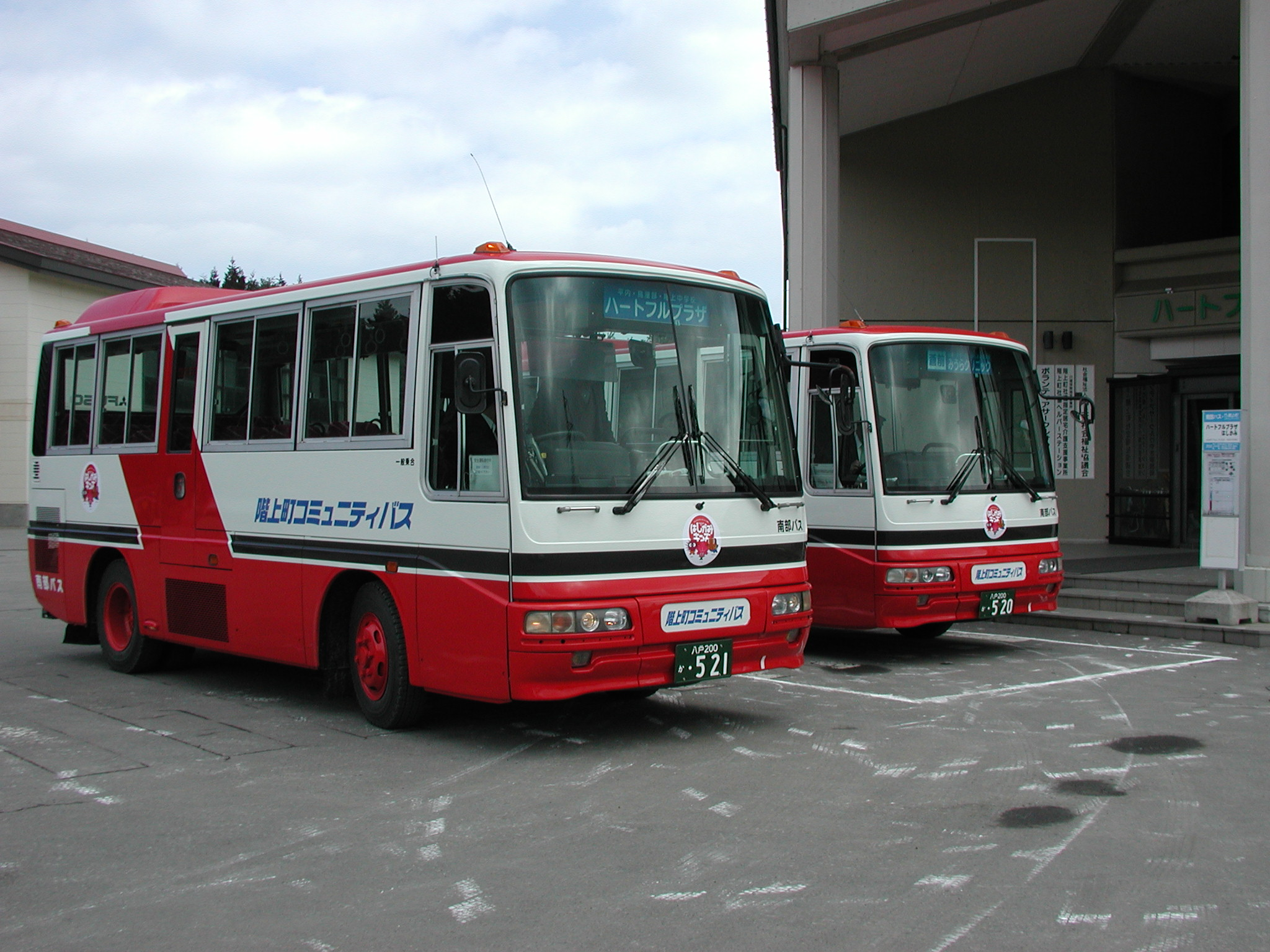
南部バス担当車両

階上町コミュニティバス（はしかみちょうコミュニティバス）は、青森県三戸郡階上町内を運行するコミュニティバスである。

## 概要
階上町を運行するバスは長年南部バスが行ってきたが、利用者の減少で町が支出する運行補助金が増額してきたことから、コミュニティバスの運行を企画した。

## 運行委託
- 岩手県北自動車（南部支社八戸営業所）
  - 金山沢線・田代線・蒼前線
- 北日本中央観光バス（地元タクシー会社：大江タクシー傘下）
  - 東部循環線

## 歴史
- 1998年 - 八戸市営バスが運行していた階上線（三日町～階上駅・大蛇間、階上分署前～階上駅・大蛇間）を南部バスへ移管。
- 2006年（平成18年）4月 - 運行補助金の削減から一部路線の減便と廃止を実施
- 2009年（平成21年）4月 - 階上町コミュニティバスを運行開始。同時に、南部バス階上町内路線の大幅再編を実施。

## 路線
- 全ての路線において、ハートフルプラザはしかみにて他路線接続。八戸方面のバスを運行する南部バスと接続を図っている。
- 「ハートフルプラザはしかみ」（階上中央公民館）：階上町役場庁舎の裏にある。

### 東部循環線
担当：北日本中央観光バス
- ハートフルプラザ階上 - 大蛇 - 榊浜通り - 小船渡集会所前 - 銀杏ノ木前 - 道仏中学校前 - 階上駅前 - 法師窪 - ハートフルプラザ階上
  - ハートフルプラザ - 荒谷 - 大蛇間は南部バス廃止路線の代替。
  - 途中の階上駅前にてJR八戸線と接続する。
  - 朝夕に関しては特別便の運行もある。

### 金山沢線
担当：南部バス八戸営業所
※：この路線は、スクールバスの運行も兼ねている。
- 小板橋 - 水野 - 小松倉前 - 水無新田 - 赤保内 - 階上中学校前 - ハートフルプラザはしかみ
  - 水無新田にて、八戸方面からの南部バスと接続する。

### 田代線
担当：南部バス八戸営業所
※：この路線は、スクールバスの運行も兼ねている。
- 田代番屋 - 田代局前 - 登切 - 平内 - 登山口 - トゥインクルタウン - 東鳥屋部 - 階上中学校前 - ハートフルプラザはしかみ
  - 登山口 - 田代区間は南部バス廃止路線の代替。
  - 登山口及び田代局前にて、八戸方面からの南部バスと接続する。

### 蒼前線
担当：南部バス八戸営業所
- ハートフルプラザはしかみ - みどり団地 - 田端 - 石鉢ふれあい交流館 - みうらクリニック

## 運賃
- 1回：100円均一。

## 運行日
- 日曜日・祝祭日・年末年始期間（12月29日～翌年1月3日）を除く、月曜日～土曜日のみ運行。

## その他
- バス停留所ポールのうち、南部バス一般路線バスと平行する区間については南部バスと共用する。

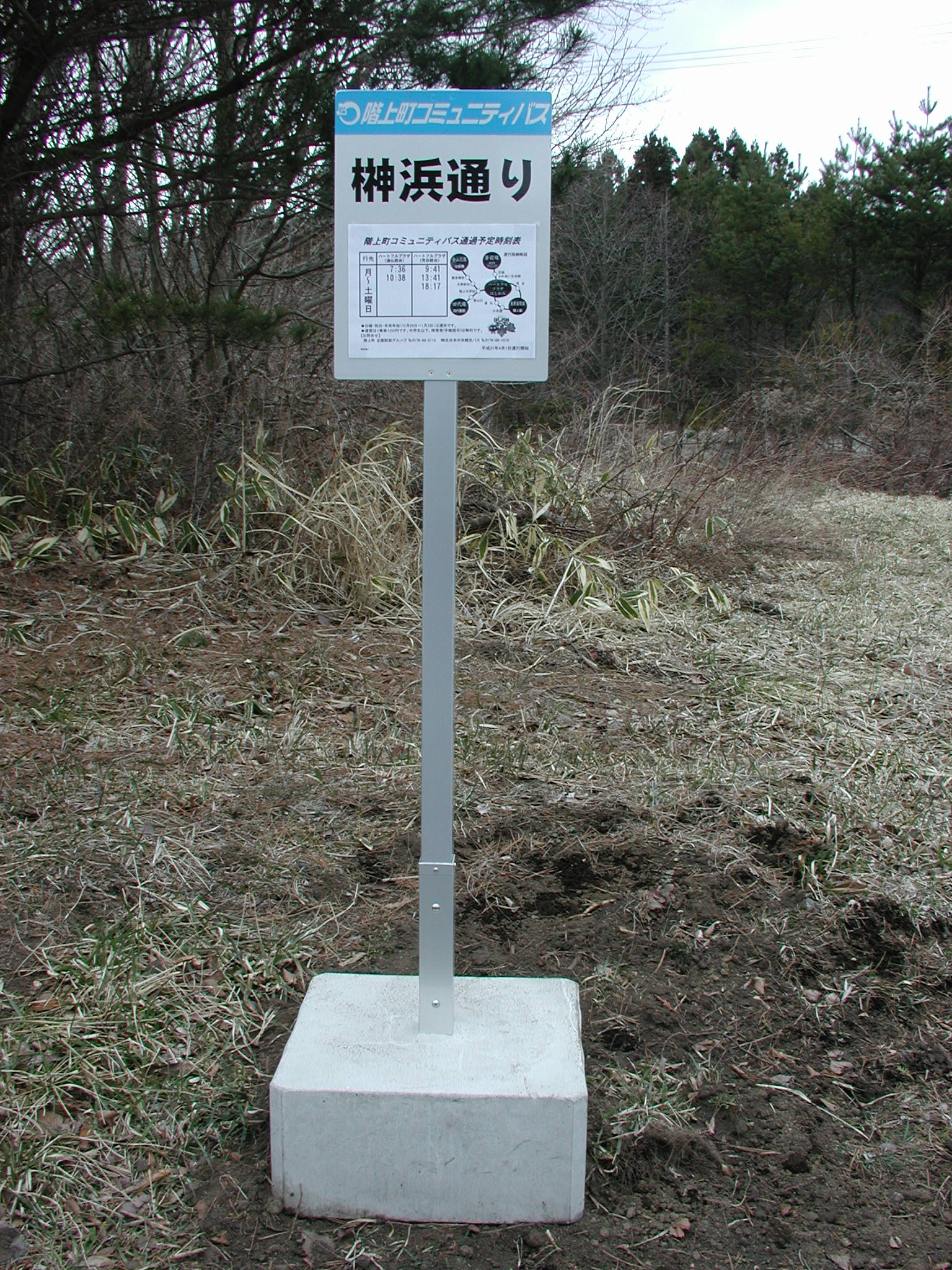
当コミバス単独区間用ポール（榊浜通り）
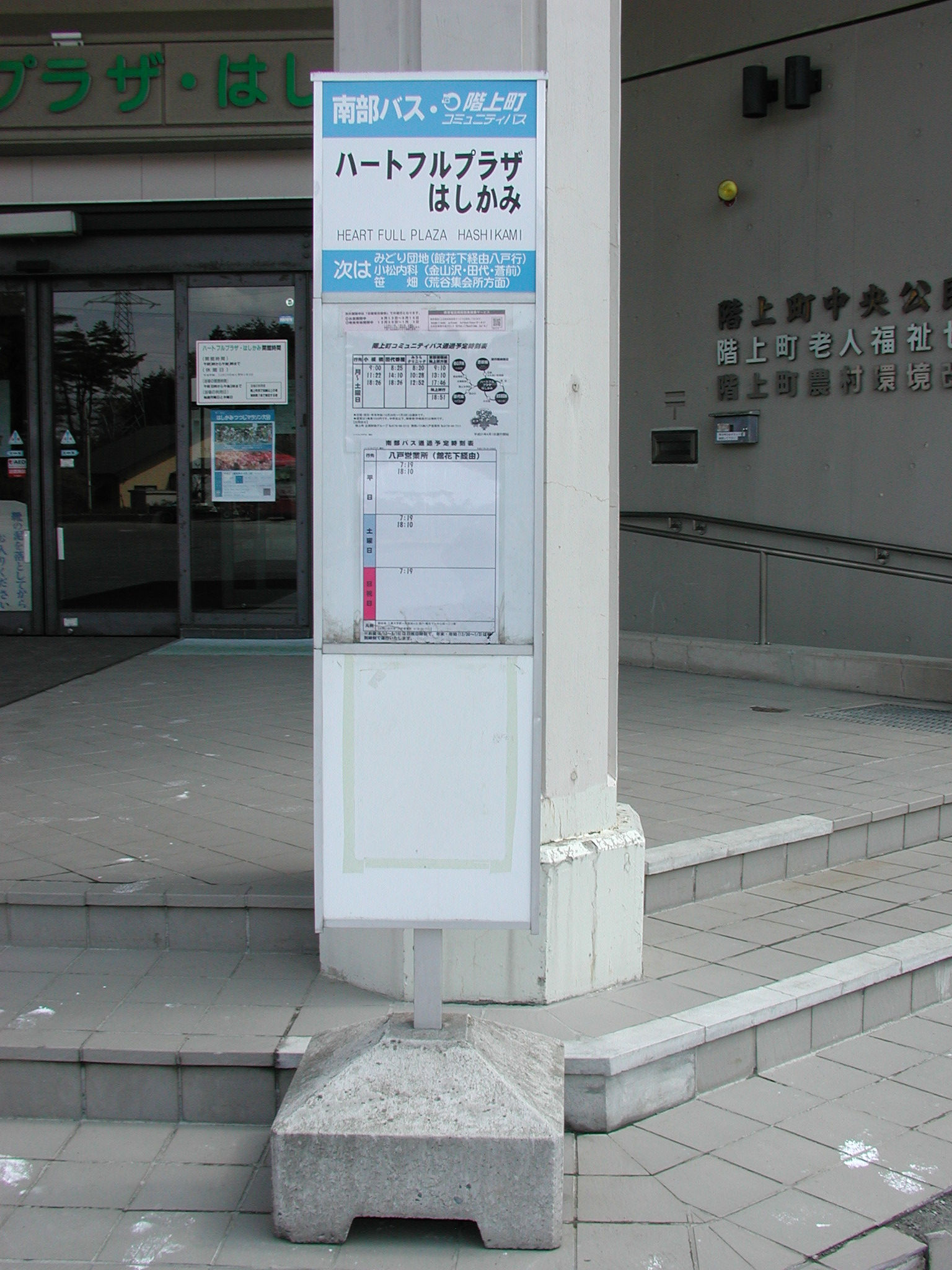
南部バスとの共用ポール（ハートフルプラザ階上）